# Carl Alfred Osann
Carl Alfred Osann, genannt Alfred Osann, (* 3. Dezember 1859, Hofheim in Unterfranken; † 6. August 1923 in Freiburg im Breisgau) war ein deutscher Mineraloge und Petrograph.

## Leben und Werk
Osann war der Sohn des Bezirksgerichtsarztes in Hof (und späteren Landgerichtsarztes in München) Friedrich Osann, sein Großvater war der Physiker und Chemiker Gottfried Osann. Die Familie lebte ab 1867 in Würzburg (im Haus des verstorbenen Großvaters, der dort Professor gewesen war), wo er das Realgymnasium besuchte mit dem Abitur 1877. Danach studierte er Chemie, Mineralogie und Physik an der Universität Heidelberg, unter anderem bei Robert Wilhelm Bunsen (Chemie), Hermann Kopp (Chemie), Harry Rosenbusch (Mineralogie), Georg Hermann Quincke (Physik). 1881 wurde er in Chemie promoviert (ohne Dissertation, damals wurde nur eine Prüfung verlangt) mit Mineralogie und Physik im Nebenfach. Anschließend studierte er 1883/84 an der Universität Straßburg bei Ernst Wilhelm Benecke und unternahm geologische Feldarbeit in den Vogesen. Ab 1884 war er Assistent am Mineralogisch-Geologischen Institut der Universität Heidelberg, an der er sich 1887 habilitierte (Beitrag zur Kenntniss der Labradorporphyre der Vogesen) und Privatdozent wurde.
1891 wurde er außerordentlicher Professor in Heidelberg. Er war dort ein enger Mitarbeiter von Rosenbusch. Von 1893 bis 1895 war er auf Einladung des dortigen Geologischen Landesamts in Texas, wo er Feldforschung betrieb und deren Sammlung auswerte, was er danach in Karlsruhe (als provisorische Vertretung des verstorbenen Direktors des Mineralienkabinetts Adolph Knop) und München (bei Paul Heinrich von Groth) fortführte.
1897 wurde er Professor für Mineralogie an der Chemieschule in Mülhausen und 1898 wurde er gleichzeitig Privatdozent und ab 1900 außerordentlicher Professor an der Universität Basel. Ab 1903 war er außerordentlicher Professor, ab 1904 ordentlicher Honorarprofessor und ab 1906 ordentlicher Professor für Mineralogie, Kristallographie und Petrographie an der Albert-Ludwigs-Universität Freiburg (Antrittsvorlesung 1904 Der Nephrit und seine prähistorische Bedeutung). Er war dort Direktor des Mineralogischen Instituts und ab 1917 Geheimer Hofrat. 1909 wurde er zum außerordentlichen Mitglied der Heidelberger Akademie der Wissenschaften gewählt.
Osann unternahm ausgedehnte Forschungsreisen, insbesondere nach Spanien (1887 bis 1890), Portugal und in die Vereinigten Staaten (Texas, 1893–1895) mittels derer er eine bedeutende Eruptivgesteinssammlung zusammentrug. Sie galt bis zur Mitte des 20. Jahrhunderts als bedeutendste ihrer Art und umfasste 5000 Exemplare und 3000 Dünnschliffe. Er entdeckte das Mineral Holmquisit und beschrieb sieben neue Gesteinsarten (Apachit, Jumillit, Katzenbuckelit, Malchit, Paisanit, Pedrosit und Verit). Er entwickelte eine eigene chemisch-mineralogische Klassifikation der Eruptivgesteine, die bis Mitte des 20. Jahrhunderts benutzt wurde.
Er lebte lange Zeit mit seiner Mutter (weswegen er einen Ruf an den kanadischen geologischen Dienst ausschlug) und heiratete erst 1920 seine Assistentin, die Mathematikerin Gertraude Siehl. Sie gab postum seine Mineralien Badens heraus.

## Schriften
- Beiträge zur Kenntnis der Eruptivgesteine des Cabo de Gata (Prov. Almeria) , Zeitschrift der Deutschen Geologischen Gesellschaft, 1889,  Berlin. Band 41, S. 297–311 – Erstbeschreibung von Verit
- Über dioritische Ganggesteine im Odenwald, Mittheilungen der Grossherzoglich Badischen Geologischen Landesanstalt, 1892. Heidelberg. Band 2, S. 380–388 – Erstbeschreibung von Malchit
- Report on the rocks of Trans-Pecos Texas, Report of the Geological Survey of Texas. Austin, 1893, Band 4, S. 123–138 – Erstbeschreibung von Paisanit
- Beiträge zur Geologie und Petrographie der Apache (Davis) Mts, Westtexas, Tschermaks Mineralogische und Petrographische Mitteilungen, Wien, 1896. Band 15, zweite Reihe, S. 394–456 – Erstbeschreibung von Apachit
- Versuch einer chemischen Classifikation der Eruptivgesteine, Tschermaks Mineralogische und  Petrographische Mitteilungen, Wien. Band 19, 1900, S. 351–469, Band 20, 1901, S. 399–558, Band 21, 1902, S. 365–448, Band 22, 1903, S. 322–356, S. 403–436 – Erstbeschreibung von Katzenbuckelit in Band 21
- Über einige Alkaligesteine aus Spanien, in E. A. Wülfing (Herausgeber): Festschrift Harry Rosenbusch, Schweizerbart, Stuttgart, 1906, S. 263–310 – Erstbeschreibung von Jumillit
- Petrochemie der Eruptivgesteine, in Handwörterbuch der Naturwissenschaften, Band 7, 1912, S. 596–605
- Petrochemische Untersuchungen, Abh. d. Heidelberger Akad. d. Wiss. Math.-naturwiss. Kl., 1913, S. 1–163
- Der chemische Faktor in einer natürlichen Klassifikation der Eruptivsteine, Abh. Heidelberger Akad. Wiss., 1919, S. 1–126, 1920, S. 1–5
- mit Harry Rosenbusch: Elemente der Gesteinslehre, Schweizerbart, Stuttgart, 1922, vierte Ausgabe, S. 779 (Neubearbeitung von Osann) – Erstbeschreibung von Pedrosit
- Die Mineralien Badens, Schweizerbart 1927

## Ehrungen
Das nach ihm als Osannit benannte Mineral stellte sich bei späteren Untersuchungen als identisch mit dem bereits bekannten Riebeckit heraus.